# Southern Winds
Southern Winds era una compagnia aerea fondata in Argentina nel 1996 per il traffico interno. I collegamenti con voli internazionali iniziano nel 1997 e nel 2001 le operazioni sono autorizzate dal governo argentino. Uno dei fiori all'occhiello della compagnia era il volo giornaliero da Buenos Aires a Madrid
Sebbene la compagnia sia stata fondata unicamente per il trasporto di passeggeri, nel 2000 inizia un servizio di trasporto cargo sotto il marchio SW Cargo.
Nel 2003 viene stretta un'alleanza con la compagnia nazionale di bandiera Alianza Federales Líneas Aéreas (LAFSA), che prevede l'uso da parte di LAFSA delle infrastrutture di volo di Southern Winds.
La flotta di Southern Winds era composta da aerei di linea Boeing 737, 747 e 767.  La compagnia aerea mantiene hub a Córdoba (dal 1996) e a Buenos Aires (dal 1999).
Southern Winds è stata fondata da Juan Maggio, presidente della compagnia. Nel 2002, Maggio è stato premiato dalla Asociación Latinoamericana de Aeronáutica per il suo contributo all'aviazione latino-americana.
L'ultimo volo sella Southern Winds è decollato il 5 dicembre 2005, nonostante ci siano stati diversi tentativi di riattivare la compagnia nel corso del 2006.